# 凯瑟琳·拉塞尔
凯瑟琳·拉塞尔（英語：Kathleen Russell，1912年11月17日—1992年11月26日），南非女子游泳运动员。她曾代表南非参加1928年夏季奥林匹克运动会游泳比赛，获得一枚铜牌。她也曾参加1934年大英帝国运动会。